# 1 E9 m³
Za lažjo predstavo redov velikosti različnih prostornin je tu seznam prostornin med 1 km³ in 10 km³.
- manjše prostornine
- 1 milijarda m³ (kubičnih metrov) je enako ...
  - 1 km³
  - prostornini kocke s stranico 1 km
  - prostornini krogle s polmerom 620 m
- 2,3 km³ - plaz magmatskega materiala in ostankov vrha pri izbruhu ognjenika na gori Mount St. Helens
- večje prostornine